# Hành trình rực rỡ (mùa 1)
Mùa đầu tiên của chương trình Hành trình rực rỡ lên sóng từ ngày 28 tháng 5 năm 2023 trên kênh VTV3 với 6 thành viên chính là Trường Giang, Lê Dương Bảo Lâm, Thúy Ngân, Isaac, Bích Phương và Negav.

## Thành viên chính
Sau đây là các thành viên chính của mùa này.
| STT | Tên              | Ngày sinh và tuổi | Nghề nghiệp          | Biệt danh                    |
| --- | ---------------- | ----------------- | -------------------- | ---------------------------- |
| 1   | Trường Giang     | 20 tháng 4, 1983  | MC, Diễn viên        | Anh Già, Chú Già             |
| 2   | Isaac            | 13 tháng 6, 1988  | Ca sĩ, Diễn viên, MC | Bác Tài, Tài Cần Thơ         |
| 3   | Lê Dương Bảo Lâm | 11 tháng 7, 1989  | Diễn viên hài, MC    | Diệu Lâm, Dương Lâm Đồng Nai |
| 4   | Bích Phương      | 30 tháng 9, 1989  | Ca sĩ                | Bác Phương                   |
| 5   | Thúy Ngân        | 5 tháng 4, 1991   | Diễn viên            | Ngân Cai Lậy                 |
| 6   | Negav            | 12 tháng 4, 2001  | Rapper               | Út khờ, Gíp                  |

## Danh sách tập
(hoặc chữ vàng đậm): Người giành được huy hiệu Rực rỡ của hành trình.
Chú thích: Chữ T đi kèm trong thứ hạng được dùng để chỉ cho việc hai hoặc nhiều thành viên (Kể cả khách mời) có cùng số điểm Rực rỡ trong một chặng hành trình
| Hạng | Tên               |
| ---- | ----------------- |
| 1T   | Isaac Bích Phương |
| 2    | Trường Giang      |
| 3    | Lê Dương Bảo Lâm  |
| 4T   | Thúy Ngân Negav   |

| Hạng | Tên (ĐRR)                                                     |
| ---- | ------------------------------------------------------------- |
| 1    | Thúy Ngân (8)                                                 |
| 2    | Isaac (7)                                                     |
| 3T   | Trường Giang (6) Lê Dương Bảo Lâm (6) Ninh Dương Lan Ngọc (6) |
| 4T   | Bích Phương Negav                                             |
| 5    | Châu Bùi (3)                                                  |

| Hạng | Tên (ĐRR)                                          |
| ---- | -------------------------------------------------- |
| 1T   | Lê Dương Bảo Lâm (6) Isaac (6)                     |
| 2T   | Bích Phương (5) Trường Giang (5)                   |
| 3T   | Thúy Ngân (4) Negav (4)                            |
| 4    | Huỳnh Lập (3)                                      |
| 5T   | Puka (2) Lâm Vỹ Dạ (2) Hồ Phi Nal (2) Lâm Hùng (2) |
| 6    | Gin Tuấn Kiệt (1)                                  |

| Hạng | Tên (ĐRR)                                      |
| ---- | ---------------------------------------------- |
| 1    | Isaac (7)                                      |
| 2T   | Thúy Ngân (6) Negav (6)                        |
| 3T   | Trường Giang (5) Bích Phương (5) Cris Phan (5) |
| 4    | Đức Phúc (3)                                   |
| 5    | Lê Dương Bảo Lâm (1)                           |

| Hạng | Tên (ĐRR)                                                                                        |
| ---- | ------------------------------------------------------------------------------------------------ |
| 1    | Lê Dương Bảo Lâm (1)                                                                             |
| 2T   | Trường Giang (6) Bích Phương (5) Thúy Ngân (7) S.T Sơn Thạch (7) Khả Như (2) Isaac (2) Negav (2) |

| Hạng | Tên (ĐRR)                                               |
| ---- | ------------------------------------------------------- |
| 1    | Phát La (4)                                             |
| 2T   | Trường Giang (3) Phương Lan (3) Isaac (3) Thúy Ngân (3) |
| 3T   | Negav (2) Lê Dương Bảo Lâm (2)                          |
| 4    | Bích Phương (1)                                         |
| 5    | Trương Thế Vinh (0)                                     |

| KQ | Tên                                |
| -- | ---------------------------------- |
| W  | Trường Giang Tăng Phúc Tiểu Vy     |
| L  | Thúy Ngân Negav Mạc Văn Khoa       |
| L  | Isaac Bích Phương Lê Dương Bảo Lâm |

| Hạng | Tên (ĐRR)                                               |
| ---- | ------------------------------------------------------- |
| 1    | Thúy Ngân (7) Erik (7)                                  |
| 2T   | Isaac (3) Bích Phương (3) LyLy (3) Lê Dương Bảo Lâm (3) |
| 3    | Trường Giang (1) Negav (1)                              |